# Bubbling Under Hot 100
Bubbling Under Hot 100 (укр. Булькає під гарячою сотнею) — тижневий американський хіт-парад пісень, що не потрапили до основного чарту Hot 100, який публікується в часописі «Білборд» починаючи з 1959 року.
Перша версія хіт-параду Bubbling Under the Hot 100 з'явилась в номері журналу Billboard від 1 червня 1959 року. Список з 15 пісень мав передбачати, які сами пісні невдовзі можуть з'явитись в основному пісенному хіт-параді США. До нього додавались композиції, які вже стали досить популярними в певних регіонах США, але ще не були поширені в національному масштабі. Першою піснею, що очолила новий чарт, стала «A Prayer and a Juke Box» R&B-гурту Little Anthony and the Imperials. Надалі кількість композицій в списку зросла до двадцяти, а починаючи з серпня 1961 року їхня нумерація змінилась з 1—20 на 101—120.
Протягом наступних двадцяти років чарт продовжував регулярно виходити в журналі Billboard. До того ж на доданок до чарту синглів з'явився аналогічний альбомний чарт Bubbling Under The Top Pop Albums. Останній випуск Billboard, який містив обидва чарти, вийшов 24 серпня 1985 року. Після довгої перерви, чарти Bubbling Under знову з'явились в журналі Billboard лише 5 грудня 1992 року. Окрім хіт-параду Bubbing Under Hot 100 Singles, в який входило 25 пісень, публікувався чарт Bubbing Under Hot R&B Singles аналогічного розміру.
В 1982 році американський музичний історик Джоел Вітберн вперше видав повний довідник із піснями, що виходили в чарті Bubbling Under the Hot 100 з 1959 по 1981 роки. Книга позиціювалася як список з 4 000 пісень, які «майже стали хітами». Протягом наступних років довідник неодноразово перевидавався та доповнювався.